# Pivka (rivière)
Pour la ville, voir Pivka.
La Pivka est une rivière de Slovénie. Elle rejoint le Rak (en) pour former la rivière Unica. Par érosion, la Pivka a créé le complexe de la grotte de Postojna.